# Lední hokej na Zimních olympijských hrách 2006 – turnaj ženy
Ženský turnaj v ledním hokeji na zimních olympijských hrách 2006 se konal 11.–20. února 2006 v Turíně. Soutěžilo osm týmů rozdělených do dvou skupin. Kanada zvítězila ve finále 4:1 nad Švédskem, v zápase o bronz vyhrálo družstvo USA nad Finskem 4:0.

## Skupina A

### Výsledky
| Datum          | Místo              | Soupeři | Soupeři | Soupeři | Výsledek | Třetiny | Třetiny | Třetiny |
| -------------- | ------------------ | ------- | ------- | ------- | -------- | ------- | ------- | ------- |
| 11. února 2006 | Palasport Olimpico | Švédsko | -       | Rusko   | 3:1      | 0:0     | 2:1     | 1:0     |
| 11. února 2006 | Palasport Olimpico | Kanada  | -       | Itálie  | 16:0     | 5:0     | 4:0     | 7:0     |
| 12. února 2006 | Torino Esposizioni | Rusko   | -       | Kanada  | 0:12     | 0:7     | 0:2     | 0:3     |
| 13. února 2006 | Torino Esposizioni | Švédsko | -       | Itálie  | 11:0     | 3:0     | 5:0     | 3:0     |
| 14. února 2006 | Torino Esposizioni | Itálie  | -       | Rusko   | 1:5      | 1:1     | 0:1     | 0:3     |
| 14. února 2006 | Palasport Olimpico | Kanada  | -       | Švédsko | 8:1      | 2:0     | 5:1     | 1:0     |

### Tabulka
| Poř. | Tým     | Z | V | R | P | VG | OG | B |
| ---- | ------- | - | - | - | - | -- | -- | - |
| 1.   | Kanada  | 3 | 3 | 0 | 0 | 36 | 1  | 6 |
| 2.   | Švédsko | 3 | 2 | 0 | 1 | 15 | 9  | 4 |
| 3.   | Rusko   | 3 | 1 | 0 | 2 | 6  | 16 | 2 |
| 4.   | Itálie  | 3 | 0 | 0 | 3 | 1  | 32 | 0 |

## Skupina B

### Výsledky
| Datum          | Místo              | Soupeři   | Soupeři | Soupeři   | Výsledek | Třetiny | Třetiny | Třetiny |
| -------------- | ------------------ | --------- | ------- | --------- | -------- | ------- | ------- | ------- |
| 11. února 2006 | Torino Esposizioni | Finsko    | -       | Německo   | 3:0      | 2:0     | 0:0     | 1:0     |
| 11. února 2006 | Torino Esposizioni | USA       | -       | Švýcarsko | 6:0      | 1:0     | 1:0     | 4:0     |
| 12. února 2006 | Palasport Olimpico | Německo   | -       | USA       | 0:5      | 0:2     | 0:2     | 0:1     |
| 13. února 2006 | Palasport Olimpico | Finsko    | -       | Švýcarsko | 4:0      | 1:0     | 0:0     | 3:0     |
| 14. února 2006 | Torino Esposizioni | Švýcarsko | -       | Německo   | 1:2      | 0:0     | 1:2     | 0:0     |
| 14. února 2006 | Palasport Olimpico | USA       | -       | Fínsko    | 7:3      | 1:2     | 1:1     | 5:0     |

### Tabulka
| Poř. | Tým       | Z | V | R | P | VG | OG | B |
| ---- | --------- | - | - | - | - | -- | -- | - |
| 1.   | USA       | 3 | 3 | 0 | 0 | 18 | 3  | 6 |
| 2.   | Finsko    | 3 | 2 | 0 | 1 | 10 | 7  | 4 |
| 3.   | Německo   | 3 | 1 | 0 | 2 | 2  | 9  | 2 |
| 4.   | Švýcarsko | 3 | 0 | 0 | 3 | 1  | 12 | 0 |

## Zápasy o umístění
| Datum          | Místo              | Soupeři | Soupeři | Soupeři   | Výsledek | Třetiny | Třetiny | Třetiny |
| -------------- | ------------------ | ------- | ------- | --------- | -------- | ------- | ------- | ------- |
| 17. února 2006 | Torino Esposizioni | Rusko   | -       | Švýcarsko | 6:2      | 1:1     | 4:1     | 1:0     |
| 17. února 2006 | Torino Esposizioni | Německo | -       | Itálie    | 5:2      | 3:2     | 0:0     | 2:0     |

### O 7. místo
| Datum          | Místo              | Soupeři   | Soupeři | Soupeři | Výsledek | Třetiny | Třetiny | Třetiny |
| -------------- | ------------------ | --------- | ------- | ------- | -------- | ------- | ------- | ------- |
| 20. února 2006 | Torino Esposizioni | Švýcarsko | -       | Itálie  | 11:0     | 4:0     | 6:0     | 1:0     |

### O 5. místo
| Datum          | Místo              | Soupeři | Soupeři | Soupeři | Výsledek  | Třetiny | Třetiny | Třetiny |
| -------------- | ------------------ | ------- | ------- | ------- | --------- | ------- | ------- | ------- |
| 20. února 2006 | Torino Esposizioni | Německo | -       | Rusko   | 1:0 t. s. | 0:0     | 0:0     | 0:0     |

## Playoff

### Pavouk vyřazovacích bojů
|  | Semifinále | Semifinále | Semifinále |  |  | Finále | Finále  | Finále |
|  |            |            |            |  |  |        |         |        |
|  |            | Švédsko    | 3          |  |  |        |         |        |
|  |            | USA        | 2          |  |  |        |         |        |
|  |            |            |            |  |  |        | Švédsko | 1      |
|  |            |            |            |  |  |        | Kanada  | 4      |
|  |            | Kanada     | 6          |  |  |        |         |        |
|  |            | Finsko     | 0          |  |  |        |         |        |

### Semifinále
| Datum          | Místo              | Soupeři | Soupeři | Soupeři | Výsledek  | Třetiny | Třetiny | Třetiny |
| -------------- | ------------------ | ------- | ------- | ------- | --------- | ------- | ------- | ------- |
| 17. února 2006 | Palasport Olimpico | Švédsko | -       | USA     | 3:2 t. s. | 2:0     | 1:2     | 0:0     |
| 17. února 2006 | Palasport Olimpico | Kanada  | -       | Finsko  | 6:0       | 2:0     | 2:0     | 2:0     |

### O 3. místo
| Datum          | Místo              | Soupeři | Soupeři | Soupeři | Výsledek | Třetiny | Třetiny | Třetiny |
| -------------- | ------------------ | ------- | ------- | ------- | -------- | ------- | ------- | ------- |
| 20. února 2006 | Palasport Olimpico | Finsko  | -       | USA     | 0:4      | 0:3     | 0:1     | 0:0     |

### Finále
| Datum          | Místo              | Soupeři | Soupeři | Soupeři | Výsledek | Třetiny | Třetiny | Třetiny |
| -------------- | ------------------ | ------- | ------- | ------- | -------- | ------- | ------- | ------- |
| 20. února 2006 | Palasport Olimpico | Švédsko | -       | Kanada  | 1:4      | 0:2     | 0:2     | 1:0     |

## Konečné pořadí
| Pořadí           | Tým       |
| ---------------- | --------- |
| Zlatá medaile    | Kanada    |
| Stříbrná medaile | Švédsko   |
| Bronzová medaile | USA       |
| 4.               | Finsko    |
| 5.               | Německo   |
| 6.               | Rusko     |
| 7.               | Švýcarsko |
| 8.               | Itálie    |